# Anastoechus hessei
Anastoechus hessei är en tvåvingeart som beskrevs av Hall 1958. Anastoechus hessei ingår i släktet Anastoechus och familjen svävflugor. Inga underarter finns listade i Catalogue of Life.